# Zuivelfabriek

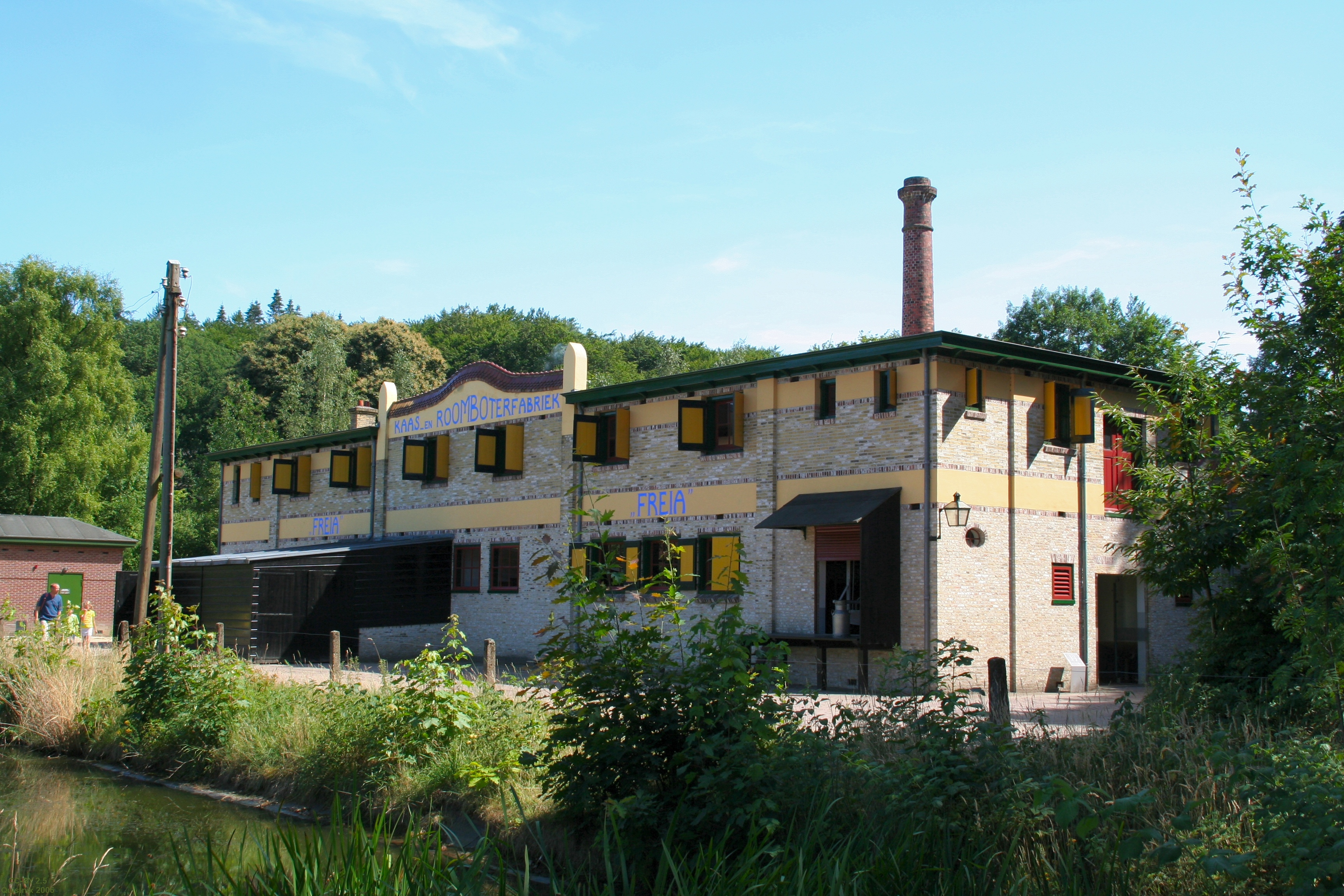
Zuivelfabriek Freia, Nederlands Openluchtmuseum

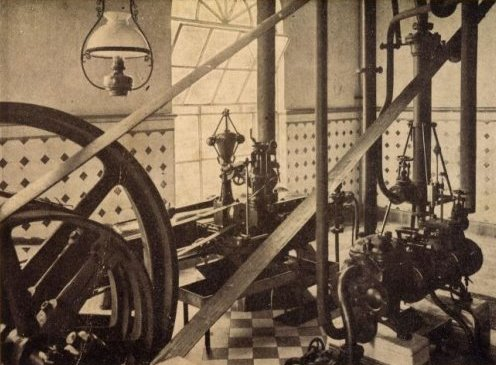
Stoommachine van de Laiterie des Bruyères in Schoten

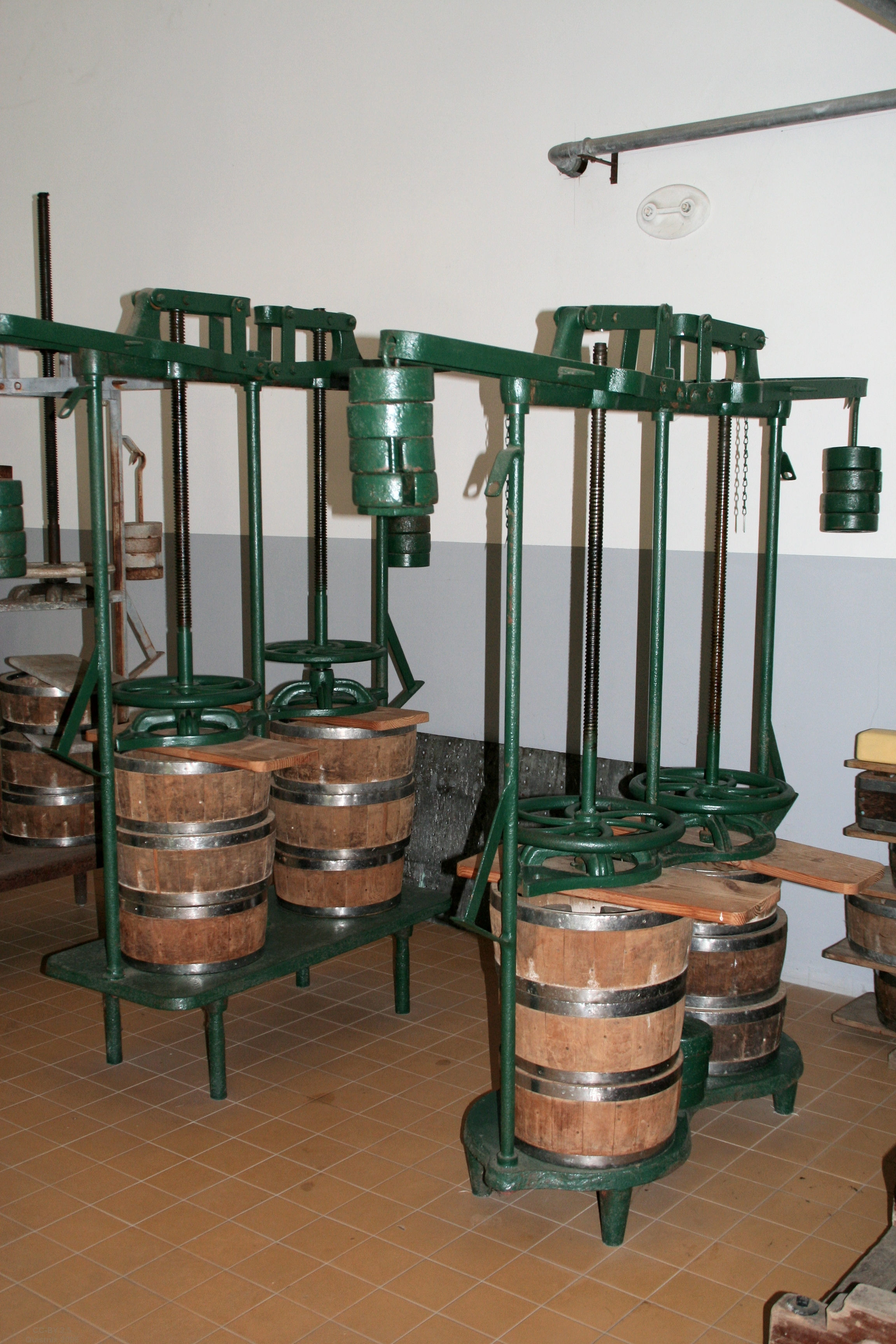
Kaaspersen in "Freia"

Een zuivelfabriek (ook wel melkfabriek genoemd, wat feitelijk onjuist is) is een fabriek waarin melk van boerderijen wordt verwerkt tot zuivelproducten. In de beginperiode, eind 19e eeuw en begin 20e eeuw, werd zo'n fabriek ook wel melkinrichting of (stoom)melkerij genoemd.

## Geschiedenis
Tot eind 19e eeuw werd de melk meestal door boeren zelf verwerkt tot zuivelproducten en rondgebracht. Vanaf eind 19e eeuw zijn vele veelal kleine zuivelfabrieken ontstaan, waar een deel van de productie en verdere distributie van de boeren werd overgenomen. De eerste zuivelfabrieken werden opgericht door ondernemende pioniers, en niet veel later door zuivelcoöperaties.
In 1870 startte in Engeland de eerste zuivelfabriek de productie.
Op 1 mei 1878 ging een melkinrichting in Utrecht van start. Dit om de bevolking gegarandeerd onverdunde koemelk te kunnen bieden. Door het verdunnen van melk met vervuild water waren uit Engeland typhus-uitbraken onder de bevolking bekend. Na de melkinrichting in Utrecht werden korte tijd later plannen aangekondigd voor het oprichten van vergelijkbare bedrijven – volgens het Utrechtse systeem – in Amsterdam en Rotterdam. In Friesland werd in 1879 een van de eerste zuivelfabrieken, Zuivelfabriek Freia, gesticht. Ook in Delft werd in dat jaar de 'Delftsche Stoom-IJs-Boter & Kaasfabriek en Melkinrichting' B. Veth & Co. opgericht.
In België werd in 1883 de eerste coöperatieve melkfabriek opgericht.
De melk werd vanuit de omgeving aangevoerd met wagens en soms met speciale melkboten. Vele kleine fabriekjes werden met handkracht aangedreven en specialiseerden zich op boterbereiding. Aan het eind van de negentiende eeuw werden de eerste stoommelkerijen opgericht, waarin de machines door stoomkracht werden aangedreven; dit werd rendabel geacht voor een dagelijkse verwerking van minimaal vijfduizend liter melk.
In de begintijd lag de nadruk veelal op het vergroten van de afzet van de boeren. Verder speelde de hygiëne een belangrijke rol. Naast het steriliseren of pasteuriseren van de melk, vond ook de bereiding van boter en soms kaas in de zuivelfabrieken plaats. Aanvankelijk waren er alleen al in Nederland honderden van deze fabrieken. Melk werd vanaf een melkveehouderij aangevoerd met melkbussen, die met trekker of vrachtwagen door een zogenaamde melkrijder (vrachtwagenchauffeur) vervoerd werden. Omstreeks 1970 werd dit systeem vervangen door roestvrijstalen melkkoeltanks, die geplaatst werden op de boerderij; de inhoud wordt overgeheveld in een tankvrachtwagen, de zogenaamde Rijdende Melk Ontvangst, en getransporteerd naar de zuivelfabriek. Dit stimuleerde tevens de schaalvergroting in de melkveehouderij.
Onder druk van efficiency en kostenbesparing fuseerden veel zuivelfabrieken in de tweede helft van de 20e eeuw tot grote zuivelconcerns, met in 2008 nog de fusie tussen de coöperatieve zuivelconcerns Campina Melkunie en Friesland Foods tot FrieslandCampina. Deze fusies leidden tot de sluiting van vele, ook grotere, zuiverfabrieken. Ook verschenen er in de loop van de 20e eeuw steeds meer zuivelproducten op de markt.
Andere (kleinere en gespecialiseerde) coöperatieve zuivelondernemingen zijn onder meer CONO Kaasmakers in Noord-Holland die de beroemde Beemsterkaas produceert, en DOC Kaas in Hoogeveen. Tot de particuliere zuivelondernemingen behoort onder meer Leerdammer in Schoonrewoerd.

## Zuivelproducten
Bekende zuivelproducten zijn:
- karnemelk
- boter
- boterolie
- kaas
- slagroom, zure room
- yoghurt
- pap, vla, pudding
- andere toetjes
- roomijs.

## Erkenning van bereiders van zuivelproducten
De meeste bereiders van zuivelproducten moeten op grond van EG-Verordening (Nr.) 853/2004 worden erkend. De volgende bedrijven zijn erkenningsplichtig:
- Bereiders van zuivelproducten.
- Bedrijven die kaas rijpen, versnijden, raspen en/of verwerken.
- Ompakkers en/of verpakkers van zuivelproducten.
- Koelhuizen of opslag onder geconditioneerde omstandigheden van zuivelproducten.

Niet erkenningsplichtig zijn bedrijven die zuivelproducten bereiden en deze geheel direct aan de eindverbruiker of consument verkopen.
In Nederland houdt het Centraal Orgaan Kwaliteitsaangelegenheden in de Zuivel (COKZ) deze erkenning bij in het "Register van in Nederland erkende zuivelbedrijven in het kader van EU-hygiënepakket".
Aan de hand van het EG-erkenningsnummer kan in dit register de producent gevonden worden. Zo komt bijvoorbeeld een pak melk van Albert Heijn met de code 'NL Z0039 EG' uit de zuivelfabriek van FrieslandCampina in Rotterdam.

## Zuivelproducenten
Hier volgt een lijst van de grootste zuivelproducenten ter wereld, gemeten naar de omzet in miljarden euro's over 2013, 2011 en 2006. Vaak is de recente groei vooral het gevolg van de overname van andere bedrijven.
| Bedrijf                  | Land                          | 2013     | 2011     | 2006     |
| ------------------------ | ----------------------------- | -------- | -------- | -------- |
| Nestlé                   | Zwitserland                   | 21,3 (1) | 18,6 (1) | 14,8 (1) |
| Danone                   | Frankrijk                     | 15,3 (2) | 14,0 (2) | 8,8 (2)  |
| Lactalis                 | Frankrijk                     | 14,6 (3) | 13,5 (3) | 8,3 (4)  |
| Fonterra                 | Nieuw-Zeeland                 | 11,5 (4) | 11,3 (4) | 6,7 (7)  |
| FrieslandCampina         | Nederland                     | 11,2 (5) | 9,7 (5)  | 8,3 (3)  |
| Dairy Farmers of America | Verenigde Staten              | 9,3 (6)  | 11,2 (6) | 6,3 (8)  |
| Arla Foods               | Denemarken en Zweden          | 9,4 (7)  | 7,4 (8)  | 6,9 (6)  |
| Saputo                   | Canada                        | 6,6 (8)  | 4,9 (12) | (?)      |
| Dean Foods               | Verenigde Staten              | 6,5 (9)  | 8,4 (7)  | 7,4 (5)  |
| Yili                     | China                         | 5,7 (10) | 4,2 (15) | (?)      |
| Unilever                 | Nederland en Groot-Brittannië | 5,6 (11) | 5,2 (11) | 4,3 (10) |
| Meiji                    | Japan                         | 5,6 (12) | 5,3 (10) | (?)      |
| DMK                      | Duitsland                     | 5,3 (13) | 4,6 (13) | (?)      |
| Mengniu                  | China                         | 5,3 (14) | 4,2 (16) | (?)      |
| Sodiaal                  | Frankrijk                     | 5,0 (15) | 4.4 (14) | (?)      |
| Bongrain                 | Frankrijk                     | 4,4 (16) | 4,0 (17) | (?)      |
| Kraft Foods              | Verenigde Staten              | 4,4 (17  | 5,5 (9)  | 5,1 (9)  |
| Muller                   | Duitsland                     | 3,8 (18) | 3,3 (18) | (?)      |
| Schreiber Foods          | Verenigde Staten              | 3,8 (19) | 3,2 (19) | (?)      |
| Morinaga Milk Ind.       | Japan                         | 3,6 (20) | (?)      | (?)      |

## Nederlandse zuivelfabrieken
In onderstaande tabel staan de in Nederland aanwezige zuivelfabrieken opgesomd.
| Bedrijf                            | Plaats                 | Product                                                                                        | Capaciteit melk                             |
| ---------------------------------- | ---------------------- | ---------------------------------------------------------------------------------------------- | ------------------------------------------- |
| Arla                               | Nijkerk                | Dagverse zuivel (daarnaast levering zuivelproducten andere delen Arla concern)                 |                                             |
| Ausnutria Hyproca                  | Zwolle                 | Babyvoeding                                                                                    |                                             |
| Hyproca Dairy (Ausnutria Hyproca)  | Ommen                  | (Biologische) koemelkpoeder, geitenmelkpoeder en (biologische) boter                           |                                             |
| Lyempf (Ausnutria Hyproca)         | Kampen                 | Melkontvangst, drogen, half-fabricage flesvoeding                                              |                                             |
| Lypack (Ausnutria Hyproca)         | Leeuwarden             | Verwerkt en verpakt poeders van Lyemph te Kampen tot o.m. flesvoeding                          |                                             |
| A-Ware Fresh Dairy                 | Coevorden              | Yoghurt, melk, room (was tot 2013 Katshaar Zuivel)                                             |                                             |
| A-Ware Food Group                  | Heerenveen             | Kaas (geopend december 2014, capaciteit 100.000 ton)                                           | 1 miljoen ton                               |
| Royal Lactalis Leerdammer          | Schoonrewoerd          | Leerdammer kaas (samen met Dalfsen en Wageningen in 2014: 70.000 ton)                          | 340.000 ton                                 |
| Royal Lactalis Leerdammer          | Dalfsen                | Leerdammer kaas in folieverpakking, capaciteit 42.500 ton                                      | 425.000 ton                                 |
| Royal Lactalis Leerdammer          | Wageningen             | Leerdammer kaas                                                                                |                                             |
| CONO Kaasmakers                    | Middenbeemster         | Beemster kaas + weipoeder (in 2014: 30.000 ton kaas)                                           | 300.000 ton                                 |
| CZ Rouveen                         | Rouveen                | Kaasspecialiteiten, eigen merk Bastiaansen + private labels (in 2014: 15.000 ton)              | 150.000 ton                                 |
| De Graafstroom (Deltamilk)         | Bleskensgraaf          | Goudse kaas (2014: 40.000 ton)                                                                 | 400.000 ton                                 |
| Den Eelder                         | Well                   | Dagvers van koe- en geitenmelk                                                                 | 10.000 ton                                  |
| De Zuivelmakers                    | Benschop               | Yoghurt, hangop en toetjes (tot 2014 onder de naam Natuurhoeve)                                |                                             |
| DOC Kaas                           | Hoogeveen (2x)         | Kaas, 'Dutch Original Cheese' en private labels (in 2013: 125.000 ton)                         | 1.250.000 ton                               |
| Farm Dairy                         | Lelystad               | Dagverse zuivel                                                                                | 200.000 ton                                 |
| FrieslandCampina CP                | Eindhoven              | Werd in 2015 gesloten                                                                          |                                             |
| FrieslandCampina CP                | Maasdam                | Dagvers + distributie                                                                          |                                             |
| FrieslandCampina CP                | Rotterdam              | Dagvers en schoolmelk                                                                          |                                             |
| FrieslandCampina (CCF)             | Leeuwarden             | Gecondenseerde melk                                                                            | 1 miljoen ton melk, groeit naar 1,4 miljoen |
| FrieslandCampina DMV               | Veghel                 | O.m. melkpoeder, melksuiker, caseïnaten                                                        | 1,5 miljoen ton                             |
| FrieslandCampina Ecomel            | Limmen                 | Dagverse biologische zuivel                                                                    |                                             |
| FrieslandCampina Ecomel            | Drachten               | Dagverse biologische zuivel (voorheen Friese Ecologische Zuivel)                               |                                             |
| FrieslandCampina Domo              | Beilen                 | Melkpoeder, zuigelingenvoeding                                                                 |                                             |
| FrieslandCampina Domo              | Borculo                | Kindervoeding, medische voeding en celvoeding                                                  |                                             |
| FrieslandCampina Domo / Cheese     | Bedum                  | Kaas, weipoeder                                                                                |                                             |
| FrieslandCampina Butter            | 's-Hertogenbosch       | Boter (ca. 65.000 ton)                                                                         | 650.000 ton                                 |
| FrieslandCampina Butter            | Lochem                 | Boter (ca. 52.000 ton boter, 64.000 ton melkpoeder en 4.000 ton melkprisma's)                  | 1 miljoen ton                               |
| FrieslandCampina Butter            | Noordwijk (Groningen)  | Boter (ca. 55.000 ton)                                                                         | 550.000 ton                                 |
| FrieslandCampina Butter / Cheese   | Born                   | Kaas en boter                                                                                  |                                             |
| FrieslandCampina Cheese            | Balkbrug               | Kaas                                                                                           |                                             |
| FrieslandCampina Cheese            | Dronrijp               | Kaasspecialiteiten                                                                             |                                             |
| FrieslandCampina Cheese            | Gerkesklooster         | Kaas                                                                                           |                                             |
| FrieslandCampina Cheese            | Lutjewinkel            | Kaas                                                                                           | 450.000 ton                                 |
| FrieslandCampina Cheese            | Marum                  | Kaas                                                                                           |                                             |
| FrieslandCampina Cheese            | Rijkevoort             | Kaas                                                                                           |                                             |
| FrieslandCampina Cheese            | Steenderen             | Kaas                                                                                           |                                             |
| FrieslandCampina Cheese            | Wolvega                | Kaas                                                                                           |                                             |
| FrieslandCampina Cheese            | Workum                 | Kaas                                                                                           |                                             |
| FrieslandCampina Cheese            | Leerdam                | Kaas                                                                                           |                                             |
| FrieslandCampina Kievit            | Meppel                 | Geëncapsuleerde producten voor de wereldwijde voedingsindustrie                                |                                             |
| FrieslandCampina Nutrifeed         | Veghel                 | Melkvervangers en zuivelconcentraten voor de mengvoerindustrie                                 | 100.000 ton                                 |
| FrieslandCampina Professional      | Nuenen                 | Slagroom, room en producten op basis van room voor de bakkersindustrie                         |                                             |
| Globemilk                          | Boxmeer                | Halffabricaten uit melk                                                                        | 150.000 ton                                 |
| Henry Willig                       | Heerenveen             | Kaas van koe, schaap en geit (cap. samen met Katwoude in 2014: 5000 ton kaas)                  | 50.000 ton                                  |
| Henry Willig                       | Katwoude               | Kaas van koe, schaap en geit (cap. samen met Heerenveen in 2014: 5000 ton kaas)                | "0", zie Heerenveen                         |
| Hochwald Nederland                 | Bolsward               | Gesuikerde gecondenseerde melk                                                                 | 100.000 ton (2006)                          |
| Kaasfabriek Eyssen (Kaptein Groep) | Oosthuizen             | Smeerkaas, rookkaas, blokkaas en industriële kaas                                              |                                             |
| Koninklijke ERU                    | Woerden                | Smeerkaas                                                                                      |                                             |
| Lebo Kaas                          | Lopik                  | Verse roomkaas, smeerkaas en kruidenboter (verwerkt melk van ca. 10 boeren)                    |                                             |
| Nestlé Nederland                   | Nunspeet               | Babyvoeding voor eigen merken NAN, NIDINA, ALFARÉ, AL110                                       |                                             |
| Nutricia Nederland (Danone)        | Zoetermeer             | Zuigelingenvoeding                                                                             |                                             |
| Nutricia Cuijk (Danone)            | Cuijk                  | Zuigelingenvoeding                                                                             |                                             |
| Özgazi                             | Etten-Leur             | Witte kaas (Feta) uit koemelk (80%) en schapen- en geitenmelk (2014 ca. 40.000 ton witte kaas) | 75.000 ton (80% koe)                        |
| Phoenix (Vreugdenhil)              | Scharsterbrug          | Melkpoeder (samen met Gorinchem in 2014 ca. 65.000 ton)                                        | 250.000 ton (helft)                         |
| Promelca (Vreugdenhil)             | Gorinchem              | Melkpoeder (samen met Scharsterbrug in 2014 ca. 65.000 ton)                                    | 250.000 ton (helft)                         |
| Vecozuivel                         | Zeewolde               | Dagverse biologische zuivel: melk, yoghurt, vla, boter                                         |                                             |
| Vika BV                            | Ede                    | Smeltkaas (verwerkt voornamelijk kaas van derden)                                              |                                             |
| VIV Buisman                        | Zelhem                 | Boter en boterolieproducten                                                                    |                                             |
| Weerribben Zuivel                  | Nederland (Overijssel) | Dagverse biologische zuivel                                                                    | 2.400 ton (2014)                            |
| Yakult                             | Almere                 | Probiotische zuiveldrank                                                                       |                                             |
| Zuivelhoeve                        | Hengelo                | Vla, yoghurt, pap (verwerkt melk van 5 boeren)                                                 | 5.000 ton (2014)                            |